# James Conlon
Pour les articles homonymes, voir Conlon.
James Conlon (né le 18 mars 1950 à New York) est un chef d'orchestre américain.
Il est connu en particulier pour ses interprétations des œuvres de Zemlinsky et des compositeurs persécutés par les nazis, comme Viktor Ullmann, Pavel Haas, Kurt Weill, Erich Wolfgang Korngold, Karl Amadeus Hartmann, Erwin Schulhoff, et Ernst Krenek.
Entre 1995 et 2004, il a été directeur musical de l'Opéra de Paris et de l'opéra de Cologne.
En 2017, il reçoit le Grammy Award pour le meilleur enregistrement d'opéra pour The Ghosts Of Versailles de John Corigliano enregistré avec le chœur et l’orchestre de l’opéra de Los Angeles, sous label de Pentatone Music.

## Discographie (à compléter)
- 1992-1993 : l'intégrale des Symphonies (trois symphonies) de Max Bruch, avec l'Orchestre du Gurzenich de Cologne

## Filmographie
- 1995 : Madame Butterfly de Frédéric Mitterrand